# 古都浪漫こころ寺巡り
『古都浪漫こころ寺巡り』（ことろまんこころてらめぐり）は、2014年10月4日から2015年12月27日までBSフジで放送されていた紀行番組・教養番組である。それ以前にも2012年5月8日から2014年9月26日まで『古寺名刹こころの百景』（こじめいさつこころのひゃっけい）と題して放送されていた。
毎回京都・奈良の寺院を訪ねていた番組シリーズで、いずれも近藤サトのナレーションで進行していた。

## 放送時間
いずれも日本標準時。
新作の放送が無い週には、同じ時間帯にて過去の内容の再放送が行われていた。特に『古寺名刹こころの百景』時代には新作の放送を一時休止する期間が何度も設けられていたが、『古都浪漫こころ寺巡り』への改題後にはほぼ毎週新作が放送されていた。

### 古寺名刹こころの百景
- 火曜 18:00 - 18:55 （2012年5月8日 - 2013年9月17日）
- 金曜 19:00 - 20:00 （2013年10月4日 - 2014年9月26日）

### 古都浪漫こころ寺巡り
- 土曜 21:00 - 21:55 （2014年10月4日 - 2015年3月21日）
- 水曜 22:00 - 22:55 （2015年4月1日 - 2015年9月30日）
- 日曜 22:00 - 22:55 （2015年10月4日 - 2015年12月27日）